# لاکی دایمند ریچ
لاکی دایمند ریچ (زادهٔ ۱۹۷۱ در زلاندنو) دارندهٔ رکورد بیشترین خالکوبی و تتو بر روی بدن در جهان است. سراسر بدن او خالکوبی است؛ حتی داخل دهان، گوش و سطح آلت مردی او نیز از تتو پُر است. او از سال ۲۰۰۶ در رکوردهای جهانی گینس رکوردار بیشترین تتوی بدن (۱۰۰٪) است. او همچنین به نمایش‌های خیابانی مانند شمشیربلعی، تک چرخ بازی و ژانگولربازی علاقه‌مند است.

## نگارخانه

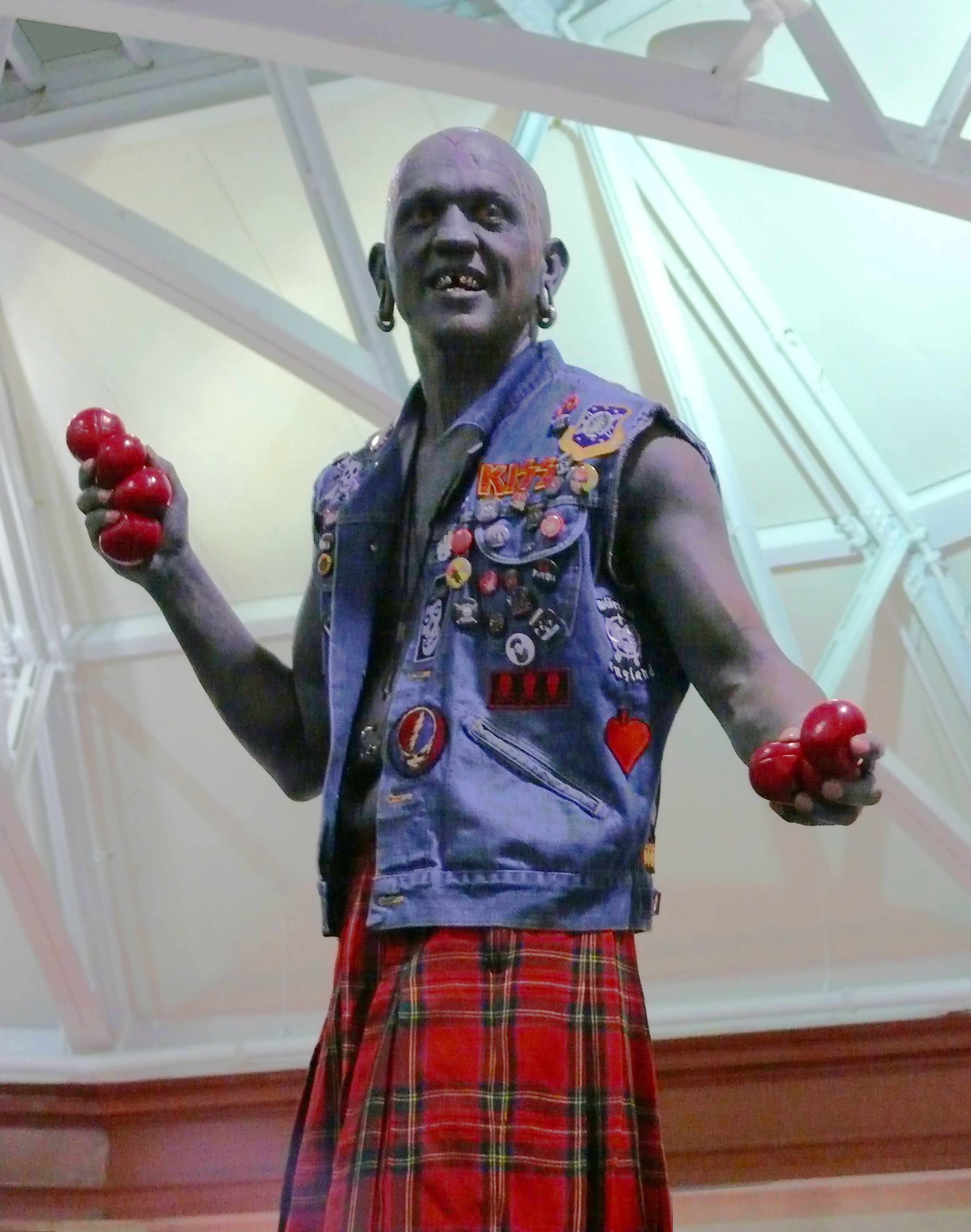
لاکی دایمند ریچ